# Revolution For DS

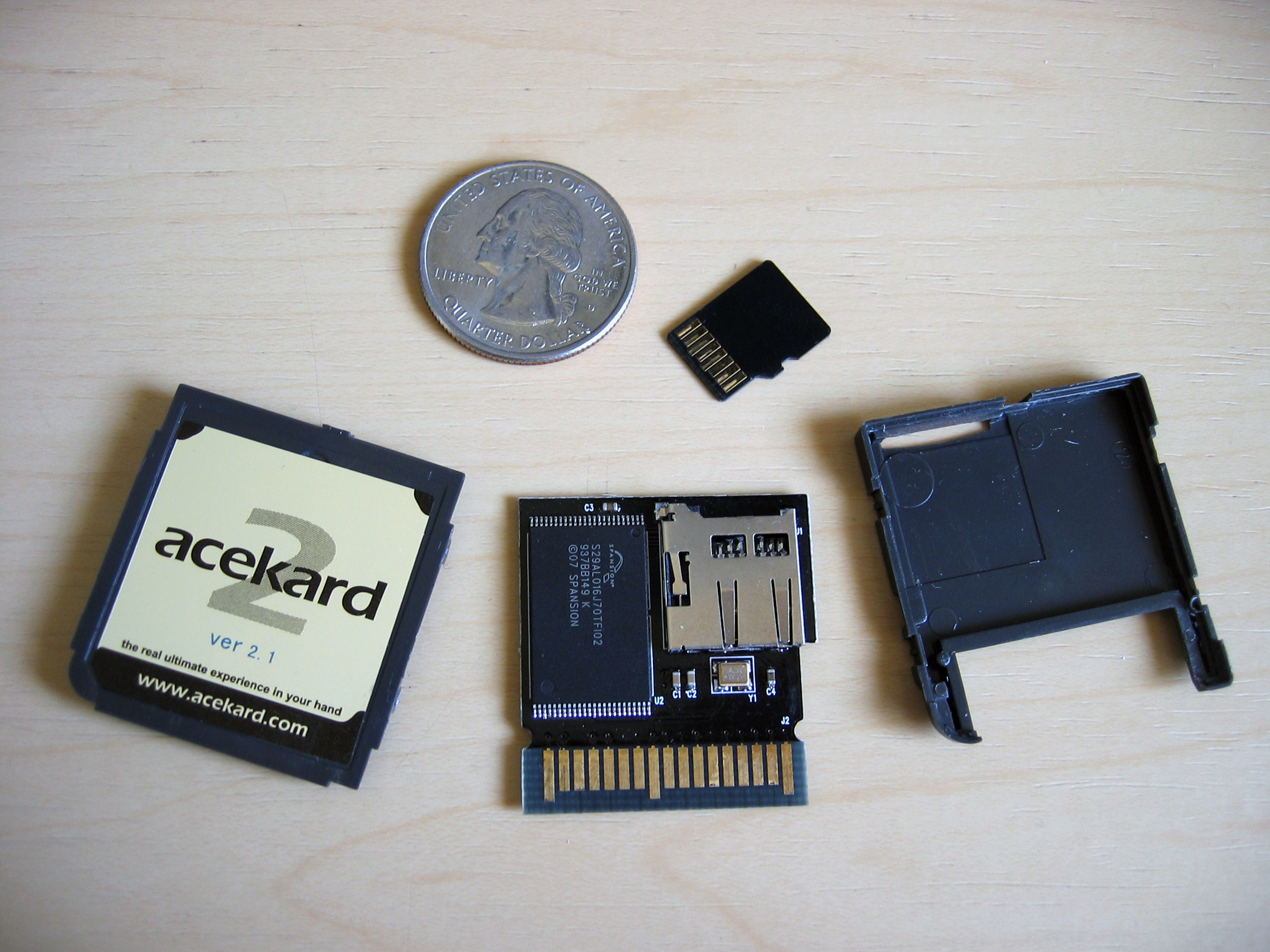

Revolution For DS（簡稱R4、R4DS），為任天堂DS平台上的一個很受玩家歡迎的燒錄卡。

## 功能
R4是一種用於 NDS 的燒錄卡，不設內置記憶體，只能插入 MicroSD 卡作儲存遊戲、音樂、圖片等檔案之用。而配合 Moonshell 更能聽音樂、看圖片和影片。是用 MicroSD 作為記憶體，亦支援金手指。推出初期時它們的外觀與底版相同，連錯誤信息亦是如此。這兩張燒錄卡也可以配合 Nintendo Wi-Fi Connection(NWC) ，亦可以透過 Moonshell 播放音樂、影片、電子書、圖片等媒體。R4 的 v1.14 內核支援所有 Download Play。它現在都不能支援較大容量的 SDHC (Secure Digital High Capacity)，是因為 SDHC 卡採用了新規格，因此不能用於以往使用 SD卡的設備。只可以用在標有 SDHC 標記的設備上使用。我們可以在 R4 上運行 4GB 的 MicroSD，但在運行遊戲時會出現不穩定的情況。最近推出了 R4 SDHC ，可以支援 SDHC 。

## 简介
R4是一種用於NDS的燒錄卡，不設內置記憶體，只能插入MicroSD卡作儲存遊戲、音樂、圖片等檔案之用，支援金手指。推出初期時它們的外觀與底版相同，連錯誤信息亦是如此。後來，R4改了底版設計，是為「牛屎卡」，用料下降成本，自然有人表示M3 Simply比R4好。到了2007年9月，官方發佈新外殼和底版，但仍是直插MicroSD卡，除了改善彈簧易斷問題，外觀改善了一點。

## 侵权争议

### 香港“禁售”
2007年12月，Gamewave雜誌指香港海關及知識產權署將深受歡迎的燒錄卡「R4」於2008年1月1日列為禁售，如出售則為違法，但有關報導最後証實為不正確。Gamewave故此澄清，因為有關法例尚未生效。
但因此恐慌，在全港買R4，一就是很昂貴、一就是不售。
在2008年4月25日，「反規避條文」正式生效，但售賣R4是否違法，仍有灰色地帶。

### 日本被告
2008年7月29日，任天堂等多家公司一同以“防止不正当竞争法”为由向东京地方法院提出上诉，状告贩卖R4的5家公司，并要求禁止进口和销售该类产品。

## 停產
由於多間製造R4的廠房被封，因此R4停產，內核也不再更新。

## 後續產品
R4i-sdhc，為任天堂NDS、DSi、3DS平台上的一個很受玩家歡迎的燒錄卡。

## 外部連結
- R4官方網站（页面存档备份，存于）
- R4i-SDHC官方網站（页面存档备份，存于）